# Spermacoce spicata
Spermacoce spicata là một loài thực vật có hoa trong họ Thiến thảo. Loài này được (Miq.) Delprete mô tả khoa học đầu tiên năm 2007.